# Uschi Janke

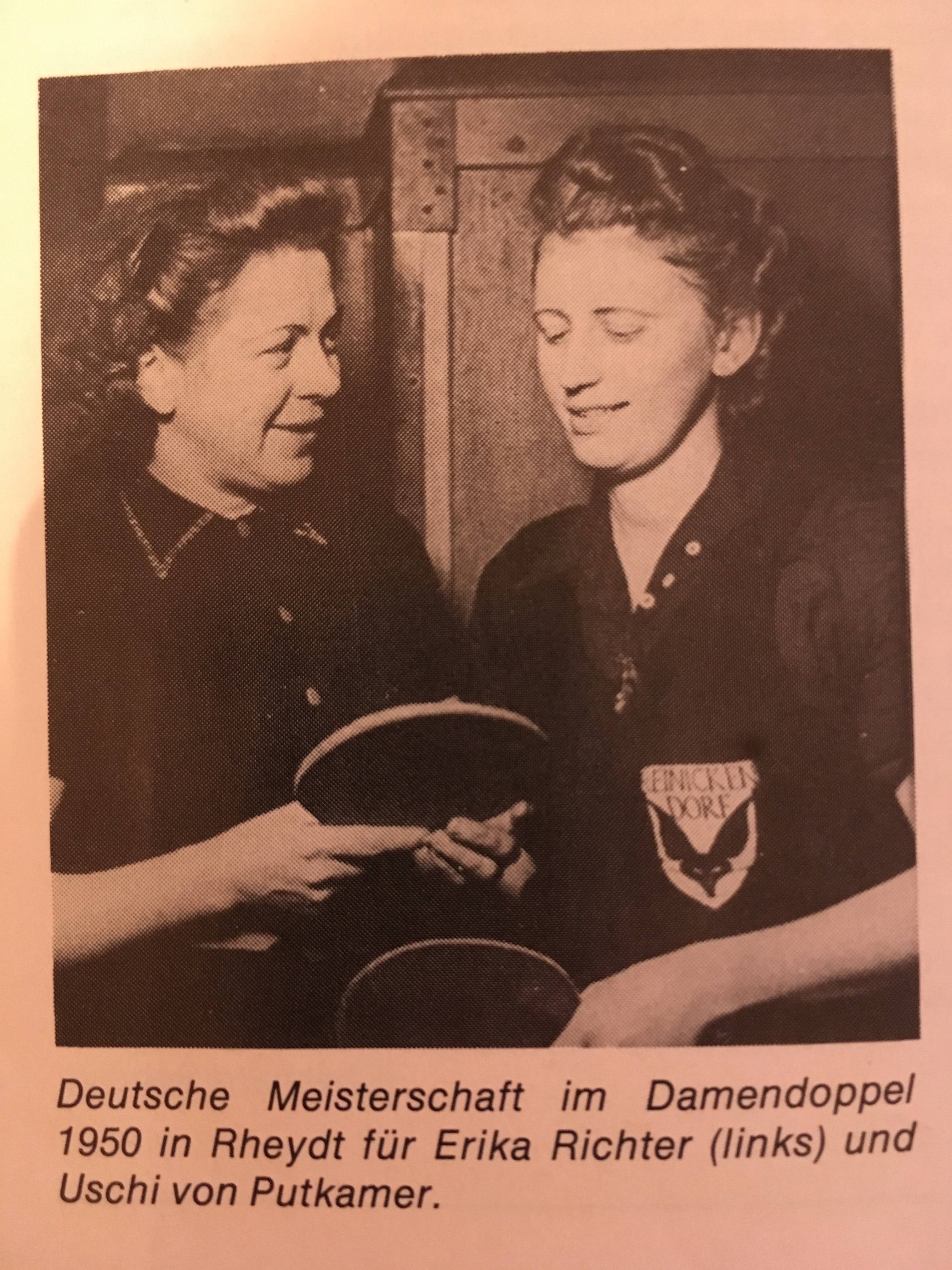
Erika Richter mit Uschi Janke- von Puttkamer (rechts)

Uschi Janke (später Uschi von Puttkamer, später Uschi Geuenich; * 23. Mai 1924 in Berlin) ist eine ehemalige deutsche Tischtennisspielerin. Sie wurde dreimal Deutsche Meisterin im Doppel.

## Sportkarriere
Uschi Janke begann als 10-Jährige beim Berliner Verein TSV Wittenau mit dem Tischtennissport, nach 1945 schloss sie sich BTTC Grün-Weiß Berlin an, ehe im Jahre 1949 der TTC Blau-Gold Berlin ihr neuer Stammverein wurde. 1942 nahm sie erstmals an einer deutschen Meisterschaft teil. Dabei belegte sie in Dresden im Damendoppel zusammen mit Erika Richter Platz 2. 1943 und 1944 gewann sie mit der gleichen Partnerin die Deutsche Meisterschaft im Damendoppel. Zum dritten Mal errang sie mit Erika Richter den Titel 1950, diesmal unter dem Namen von Puttkamer. Zwei Jahre später, 1952, reichte es nochmals zur Vizemeisterschaft, diesmal an der Seite von Anita Haacke. In diesem Turnier hatte sie auch im Einzel Erfolg: Sie verlor erst im Endspiel gegen Ilse Donath und wurde so deutsche Vizemeisterin.
1952 wurde sie in die deutsche Nationalmannschaft berufen und kam gegen Dänemark zum Einsatz. Weitere Einsätze in der Nationalmannschaft erfolgten nicht.
Zwischen 1948 und 1953 gewann Janke / von Puttkamer fünf Mal die Berliner Meisterschaft im Einzel und fünf Mal im Doppel (drei Mal mit Anita Haacke, einmal mit Annemarie Schulz, einmal mit Erika Richter). Von der Saison 1949/1950 bis zur Saison 1960/1961 spielte sie sehr erfolgreich in der ersten Damenmannschaft des TTC Blau-Gold Berlin: Zehnmal Meister der Berliner Landesliga, fünfmal Norddeutscher Meister, sechsmal Deutscher Vizemeister.

## Privat
Jankes erster Ehemann Waldemar von Puttkamer (* 21. Juni 1919 in Fürstenwalde/Spree; † Oktober 1948 in Oranienburg) starb nach dem Zweiten Weltkrieg in sowjetischer Kriegsgefangenschaft. Mit ihm hatte sie einen Sohn Jörg Jesco (* 6. August 1945 in Leipzig). Gegen Ende des Krieges wurde sie nach Leipzig evakuiert. 1955 heiratete sie ihren zweiten Ehemann Heinrich Alfons „Heinz“ Geuenich (* 14. Oktober 1928 in Düren) und zog nach Berlin-Hermsdorf.